# Joseph Locke
Pour les articles homonymes, voir Locke.
Joseph Locke (1805-1860) est un ingénieur anglais du XIXe siècle. Il a été l'ingénieur en chef du Grand Junction Railway, ligne ferroviaire qui réunissait Birmingham, Manchester et Liverpool.

## Biographie
Né à Attercliffe, près de Sheffield, dans le  Yorkshire, sa famille s’installe près de Barnsley quand il a cinq ans.
Il devient apprenti sous les ordres de William Stobart à Pelaw, sur la rive gauche de la Tyne, pas loin de la frontière écossaise, où il supervise l’installation de rails, de tunnels et de wagonnets dans les mines de charbon. Il reçoit alors la visite d’un autre technicien des mines, l’ingénieur mécanicien George Stephenson (9 juin 1781 – 12 août 1848) et il est décidé qu’il l’accompagnera dans ses recherches. Lorsque ce dernier construit la première locomotive à vapeur rapide, cette « fusée » fut conduite par l'ingénieur auxiliaire Joseph Locke.
À partir de janvier 1837, ils réussissent la mise en place de la ligne du Grand Junction Railway, préparée depuis 1823. Puis ils réalisent le chemin de fer de Londres à Southampton.
Il devient ensuite l'ingénieur en chef du chemin de fer de Paris à Rouen, il y organise notamment le transfert d’un des fournisseurs, les ateliers Allcard et Buddicum de Warrington Lancashire, sur le sol normand.Ceux-ci établirent leurs premiers ateliers - dits des Chartreux- dans les murs d'un ancien couvent, au Petit-Quevilly en août 1841. Le travail ne leur fit pas défaut, puisque la compagnie de Rouen leur passa commande de l'essentiel de son matériel roulant : 40 locomotives, 120 voitures de 2e classe et 200 wagons.
Il poursuit son aventure française en prenant la direction de la construction du chemin de fer de Rouen au Havre. En 1846, lorsque le viaduc de Barentin s'effondre, Joseph Locke prend à sa charge sa reconstruction, en moins de six mois de délais.